# Supersustancialismo

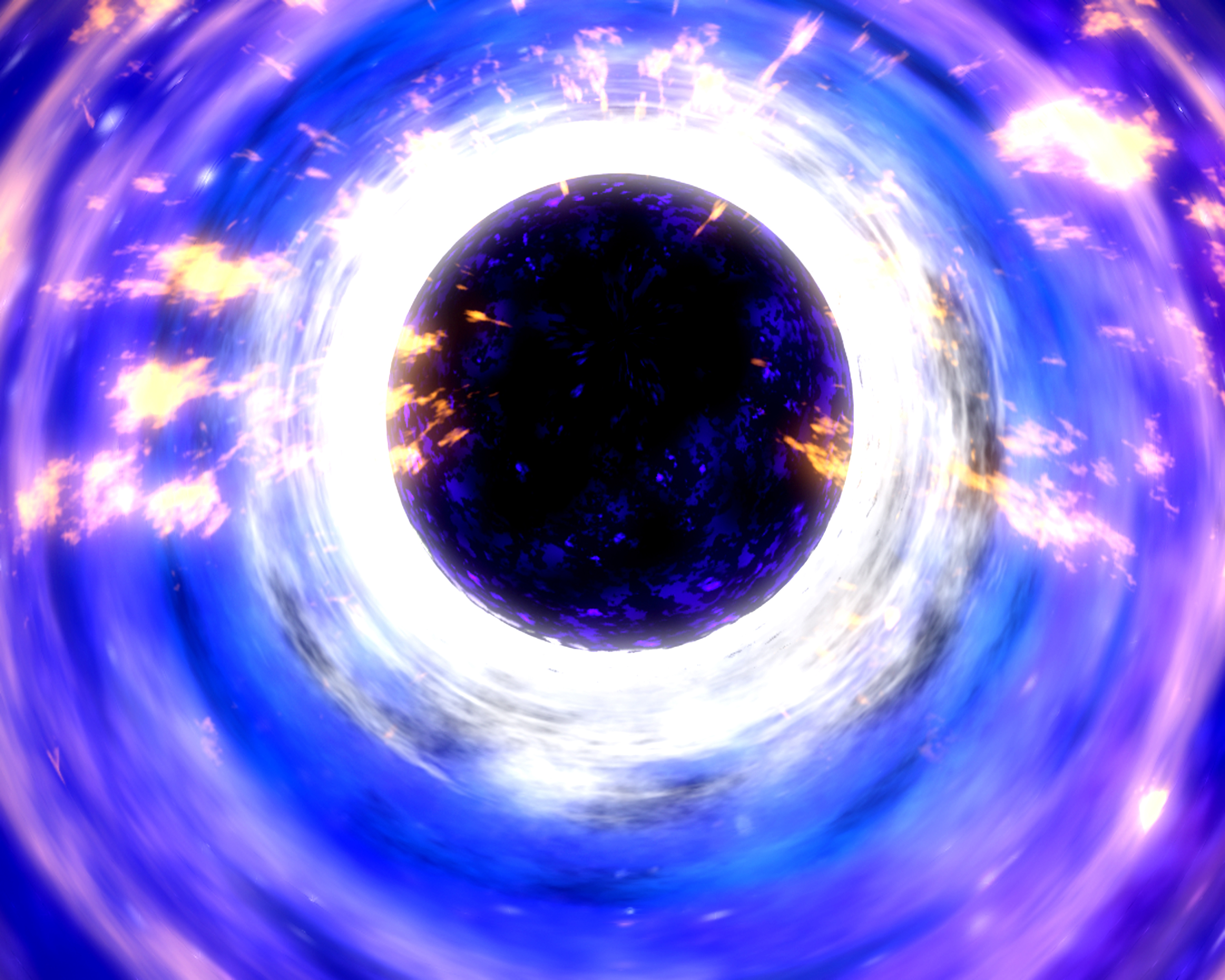
El «agujero negro», que Wheeler ayudó a forjar la noción, es un caso extremo de distorsión de la geometría del espacio-tiempo. Para Wheeler, esta geometría espacio-temporal constituye la sustancia única del mundo.

En física teórica y metafísica, el supersustancialismo es la postura según la cual el espacio-tiempo cuatridimensional es la única sustancia física del Universo: todas las propiedades físicas consisten en propiedades, puntos o regiones de este espacio-tiempo. Esta noción hace referencia a la «supersustancia» que constituye el Universo cuatridimensional y generalmente se asocia con la geometrodinámica de John Wheeler.
El supersustancialismo es una forma radical de reduccionismo matemático, ya que sostiene que todas las propiedades materiales se reducen a propiedades geométricas de puntos o regiones del espacio-tiempo. La materia consistiría por aquellas propiedades que poseen los puntos y regiones del espacio-tiempo (geometrización de la materia).

## Historia
Podemos remontar ciertos principios del supersustancialismo a Descartes —quien concibió la materia como «una sustancia extendida»—, a Spinoza, a Isaac Newton y a John Locke, quienes introdujeron la noción geométrica de «figura» entre las características físicas del mundo.
Para William Clifford (1876), la materia no está en el espacio sino que es idéntica al espacio. Por tanto, el espacio es la única sustancia física existente. Los puntos o regiones del espacio constituyen no sólo las entidades fundamentales, sino también los únicos objetos en el dominio físico. Todas las propiedades físicas son propiedades de los puntos o regiones del espacio, cuya estructura constituyen.
Sin embargo, no fue hasta la teoría de la relatividad general cuando el supersustancialismo encontró los conceptos científicos necesarios para su desarrollo, apoyándose en la noción de ««espacio-tiempo curvo». La geometrodinámica de John Wheeler se propuso realizar este programa de geometrización de la materia, intentando reducir la electrodinámica y la física de las partículas elementales a una descripción puramente geométrica del espacio-tiempo (en particular de su curvatura). Esta descripción no debía incluir propiedades u objetos adicionales, como partículas o campos que se encontrarían en el espacio-tiempo pero que serían distintos de él. Este programa de geometrodinámica, sin embargo, fracasó y Wheeler fue incapaz de reducir las propiedades físicas a propiedades espacio-temporales.

## Supersustancialismo y universo de bloque
Aunque el supersustancialismo no pudo encontrar su justificación física en la geometrodinámica, la teoría metafísica del Universo de bloque sugiere el supersustancialismo. Al igual que el supersustancialismo, reconoce que no existe un devenir temporal y que todo lo que existe físicamente existe atemporalmente en el Universo de cuatro dimensiones. Además, la geometrización de la materia realizada en el marco del supersustancialismo se corresponde a la geometrización del tiempo realizada por la teoría del Universo de bloque. Estas dos visiones conducen, por tanto, a una metafísica general según la cual en el Universo de bloque sólo hay acontecimientos cuatridimensionales y secuencias de acontecimientos, y no partículas que evolucionan con el tiempo cambiando de posición en el espacio tridimensional. Las propiedades que componen estos eventos son propiedades del espacio-tiempo: propiedades geométricas.

## Objeciones y críticas
Se han formulado varias críticas contra la geometrización de la materia que implica el supersustancialismo. Una de ellas se refiere a su incompatibilidad con la física de partículas. Esto permite, en principio, explicar todos los datos de observación en física a partir del movimiento de partículas en el espacio tridimensional. Esto es particularmente cierto en el «espacio-tiempo curvo» en el que se basa la teoría de la supersustancia: los datos de observación que pueden justificar este espacio de cuatro dimensiones son los movimientos en el tiempo de estas partículas en el espacio tridimensional. Ahora bien, si la teoría de la supersustancia afirma que no hay objetos que se muevan en el espacio y el tiempo, sino sólo un espacio-tiempo curvo (geometrización de la materia), entonces parece que la teoría ha eliminado su propia justificación empírica.